# Trichananca
Trichananca is een geslacht van kevers van de familie snoerhalskevers (Anthicidae).

## Soorten
- T. aptera Lea, 1922
- T. fulgida Werner & Chandler, 1995
- T. micromelas Lea, 1922
- T. victoriensis Blackburn, 1891